# 地球テレビ100
地球テレビ100（ちきゅうてれびひゃく）とは、2011年4月2日から2012年3月31日までNHK BS1で放送された地球規模の生情報番組である。

## 概要
「ワールドWave」のスピンオフの一種である。通信衛星やインターネットなどの最新技術を生かし、東京のスタジオと全世界の約100箇所と中継回線をつなぎ、世界各地の様々な最新情勢をわかりやすく伝える。特に民族紛争地帯や金融機関など、普段テレビカメラを置かないような場所からも時々刻々と伝わるマイナーな情勢まで詳しく捕らえ、世界の生々しい現実を浮き彫りにしていく。

## 出演
- サヘル・ローズ（タレント）
- 岩本裕（当時・NHK解説委員、現・ラジオセンターニュースデスク）